# Carl Henrik Andersen
Carl Henrik Andersen (29. juli 1913 i København – 15. oktober 1944 smst) var en dansk bokser i letvægt.
Som amatør vandt Carl Henrik Andersen det danske mesterskab i letvægt i 1934.
Han debuterede som professionel den 3. maj 1935 mod landsmanden Carl Jensen i en kamp over 8 omgange i København annonceret som gældende det danske mesterskab i letvægt. Carl Henrik Andersen vandt på point. Carl Henrik Andersen tabte imidlertid sin næste kamp, da han mødte debutanten Wilhelm Bech. Han opnåede revanche i den efterfølgende returkamp, og besejrede herefter den stærke svensker Gustav Björnsson, der tidligere havde besejret blandt andet Kaj Olsen, ”Vidunderbarnet” Anders Petersen og Carl Jensen.
Efter 11 sejre i 13 kampe flyttede Carl Henrik Andersen i 1937 basen til Paris, hvor Andersen opnåede en række sejre over lokale boksere. Han boksede uafgjort i Milano mod den stærke italiener Oberdan Romeo og vandt i Tyskland over den tidligere tyske letvægtsmester Albert Esser. Carl Henrik Andersen havde på daværende tidspunkt en rekordliste med 25 kampe, hvoraf kun 2 var tabt, og 2 endt uafgjort, og Carl Henrik Andersen fik herefter muligheden for at blive blot den anden europamester efter Knud Larsen, da han blev matchet mod italieneren Aldo Spoldi. 
Aldo Spoldi var en rutineret og hårdtslående bokser, der havde 80 kampe bag sig inden matchen mod Carl Henrik Andersen. Spoldi havde bokset adskillige kampe i USA, og havde året inden gået tiden ud mod Henry Armstrong, der i 1938 som den eneste nogensinde var blevet verdensmester i tre vægtklasser samtidig (fjervægt, weltervægt og letvægt). Kampen mellem Spoldi og Carl Henrik Andersen blev bokset den 2. september 1938 i Forum i København. Andersen måtte imidlertid konstatere, at italieneren var for stærk for ham, og han måtte inkassere et nederlag på point efter 15 omgange. 
Carl Henrik Andersen boksede herefter en række kampe, inden han den 20. oktober 1939 blev matchet mod et andet af de store danske boksenavne på den tid, Hirsch Demsitz i en kamp om det danske mesterskab i letvægt over 15. omgange i Forum i København. Andersen vandt en pointsejr over Demsitz, og besejrede ham også i returkampen nogle måneder senere i Århus. Carl Henrik Andersens rekordliste på 38 kampe med kun 3 nederlag bragte ham igen i spil som udfordrer til EM-titlen, denne gang mod østrigeren Karl Blaho. EM-kampen mod Blaho blev bokset den 16. februar 1941 i Berliner Sportpalast. Carl Henrik Andersen boksede en god kamp, men var ikke i stand til at besejre østrigeren, der vandt på point. 
Efter nederlaget i EM-kampen blev Carl Henrik Andersen matchet mod den tidligere europamester i weltervægt Gustav Eder. Eder havde for år tilbage besejret Karl Blaho i en EM-kamp, og havde ligeledes stoppet Einar Aggerholm i 1. omgang i en EM-kamp i København. Eder var tysk mester i weltervægt og havde kort forinden bokset uafgjort om det tyske mesterskab i mellemvægt. 5 dage inden kampen mod Carl Henrik Andersen havde Eder vundet sin 94. kamp, da han stoppede danskeren Hans Drescher i Hamborg. Carl Henrik Andersen levere en fin indsats, da han den 9. maj 1941 opnåede uafgjort mod Eder.
Carl Henrik Andersen blev herefter allerede den 30. maj 1941 matchet mod den ubesejrede nordmand Harald Hansen i en kamp i Oslo om det skandinaviske mesterskab i letvægt. Andersen vandt på point over 10 omgange. Året efter, den 9. maj 1942 mødte Andersen italieneren Egisto Peyre i Milano, men blev slået ud i 1. omgang i det der blev Carl Henrik Andersens sidste kamp. Han døde 2 år senere i en alder af kun 31 år. 
Carl Henrik Andersen opnåede 43 kampe, hvoraf 34 blev vundet (5 før tid), 5 tabt (1 før tid) og 4 endte uafgjort. 
Carl Henrik Andersen var modstandsmand under krigen, og bliver skudt af tyskerne i Adelgade nr. 21, da han er på op til sin mor – Amanda Andersen.
En historie om Carl Henrik Andersen er, at den eneste person han ikke kunne klare var "bisse Villy". Når der var optræk til slagsmål mellem disse 2 – blev Carl Henrik Andersen's halvbror, Axel Vilhelm Andersen (født Andersson) – senere far til John Poul Andersen, født 23.09.1927 – tilkaldt for at klare sagen. 
John Poul Andersen blev selv senere købenshavns mester i foråret 1946 samt i 1947 – i weltervægt, i idrætenshus, København – Danmark